# Agathemera grylloidea
Agathemera grylloidea is een insect uit de orde Phasmatodea en de  familie Agathemeridae. De wetenschappelijke naam van deze soort is voor het eerst geldig gepubliceerd in 1859 door Westwood.